# CPUID
CPUID (CPU Identification) — ассемблерная мнемоника инструкции процессоров x86, используется для получения информации о процессоре. Используя её, программа может определить тип процессора и его возможности (например, можно определить, какие расширения набора инструкций поддерживаются).
Инструкция CPUID впервые появилась в процессорах i486. Потом она была включена во все процессоры, начиная с Intel 486DX/SX/DX2 SL, AMD 486DX4, Cyrix 6x86 (M1), UMC U5S.
Код операции: 0F A2.

## Проверка поддержки инструкции CPUID процессором
Так как инструкция CPUID отсутствовала в первых процессорах архитектуры x86, перед её использованием следует удостовериться, что процессор её поддерживает. Для этого производится попытка изменить бит 21 (ID) регистра EFLAGS. Если бит успешно поменяется, то инструкция CPUID доступна.
Исходный код для проверки:
```
pushfd
           
; размещение регистра EFLAGS в стеке

pop
 
eax
          
; извлечение значения EFLAGS в EAX

mov
 
ebx
,
 
eax
     
; сохранение значения в EBX

xor
 
eax
,
 
200000
h
 
; изменение 21-го бита

push
 
eax
         
; размещение нового значения в стеке

popfd
            
; сохранение нового значения в EFLAGS

pushfd
           
; снова размещение EFLAGS в стеке

pop
 
eax
          
; значение EFLAGS теперь в EAX

xor
 
eax
,
 
ebx
     
; проверка 21-го бита

je
 
no_cpuid
      
; если он не изменился, то CPUID не поддерживается

```

Данный пример использует 32-битные инструкции, поэтому если процессор находится в 16-разрядном режиме, рекомендуется сначала проверить, поддерживает ли процессор такие инструкции (то есть работает ли код на процессоре 80386 или новее).

## Использование
Инструкция CPUID по содержимому регистра EAX определяет, какого рода информацию о процессоре необходимо вернуть. Первый раз её следует вызывать со значением EAX = 0. При этом будет возвращено максимально допустимое значение параметра инструкции, поддерживаемое данным процессором.
Для того, чтобы получить информацию о дополнительных функциях, имеющихся в процессорах, в регистре EAX перед вызовом CPUID должен быть установлен бит 31. Например, чтобы определить максимально допустимое значение параметра для дополнительных функций, необходимо выполнить CPUID со значением EAX = 80000000h.
При EAX = 0 процессор возвращает идентификатор производителя процессора (англ. Vendor ID) в виде 12 символов ASCII в регистрах EBX, EDX, ECX (именно в таком порядке). В регистре EAX возвращается максимально допустимое значение EAX при вызове CPUID.
Некоторые идентификаторы производителей процессоров:
| ASCII-строка | HEX-значения EBX:EDX:ECX   | Производитель          |
| ------------ | -------------------------- | ---------------------- |
| GenuineIntel | 756E6547:49656E69:6C65746E | Intel                  |
| AuthenticAMD | 68747541:69746E65:444D4163 | AMD                    |
| CyrixInstead | 69727943:736E4978:64616574 | Cyrix                  |
| CentaurHauls | 746E6543:48727561:736C7561 | Centaur                |
| SiS SiS SiS  | 20536953:20536953:20536953 | SiS                    |
| NexGenDriven | 4778654E:72446E65:6E657669 | NexGen                 |
| GenuineTMx86 | 756E6547:54656E69:3638784D | Transmeta              |
| RiseRiseRise | 65736952:65736952:65736952 | Rise                   |
| UMC UMC UMC  | 20434D55:20434D55:20434D55 | UMC                    |
| Geode by NSC | 646F6547:79622065:43534E20 | National Semiconductor |
| Vortex86 SoC | 74726F56:36387865:436F5320 | DM&P Electronics       |